# ديفيد وو (مخرج)
ديفيد وو (بالصينية: 胡大為) هو مخرج صيني وكندي، ولد في 1952.

## وصلات خارجية
- دايفيد هو على موقع IMDb (الإنجليزية)
- دايفيد هو على موقع ألو سيني (الفرنسية)
- دايفيد هو على موقع أول موفي (الإنجليزية)
- دايفيد هو على موقع أول موفي (الإنجليزية)
- دايفيد هو على موقع قاعدة بيانات الأفلام السويدية (السويدية)
- دايفيد هو على موقع كينوبويسك (الروسية)
- دايفيد هو على موقع كينوبويسك (الروسية)